# Transvaal (tỉnh)
Tỉnh Transvaal (tiếng Afrikaans: Provinsie van die Transvaal), thường được gọi là tỉnh Transvaal (Afrikaans: Transvaal Provinsie, Afrikaans phát âm: [trɐnsfɑːl]) là một tỉnh của Nam Phi từ năm 1910 cho đến khi kết thúc chế phân biệt chủng tộc Apartheid trong năm 1994, khi một hiến pháp mới chia nhỏ nó. Cái tên "Transvaal" đề cập đến vị trí địa lý của tỉnh ở phía bắc của sông Vaal. Tỉnh lỵ là Pretoria, cũng là thủ đô hành chính của đất nước, trong khi thành phố lớn nhất của nó là Johannesburg. 